# Vector Prime
A Vector Prime R. A. Salvatore Csillagok háborúja könyve, az Az Új Jedirend-könyvsorozat első része. Az Amerikai Egyesült Államokban a könyv 1999. október 5-én jelent meg a Del Rey gondozásában. A könyv borítójának grafikáját Cliff Nielsen készítette. A könyv angol nyelvű hangoskönyvverziójának narrációját Anthony Heald végzi.
A megjelenésekor a könyv szerepelt a New York Times kemény borítású bestsellerlistáján (angolul: New York Times Hardcover Bestseller List).
A könyv cselekménye a Yavini csata után 25 évvel játszódik.

## Fordítás
- Ez a szócikk részben vagy egészben  a   Vector Prime című angol Wikipédia-szócikk ezen változatának fordításán alapul.  Az eredeti cikk szerkesztőit annak laptörténete sorolja fel. Ez a jelzés csupán a megfogalmazás eredetét és a szerzői jogokat jelzi, nem szolgál a cikkben szereplő információk forrásmegjelöléseként.